# Antonio Romero Maroto
Antonio Romero Maroto (Jaén, 1924 - Jaén, 5 de marzo de 2006), conocido popularmente como "Antoñete", fue un futbolista y entrenador del Real Jaén. Estuvo toda su vida vinculado al Real Jaén, jugando y posteriormente entrenando en todas las categorías del Real Jaén. Fue nombrado Presidente de Honor del club.

## Biografía
Nació y creció en el popular Barrio del Arrabalejo de Jaén. Trabajó como empleado en diversas administraciones públicas.
Comenzó su carrera futbolística como juvenil en la Olímpica Jienense, antecedente del Real Jaén. Posteriormente pasaría a ser preparador de los juveniles del Real Jaén, consiguiendo obtener de la cantera jiennense un gran número de futbolistas. Fue técnico del primer equipo durante un gran número de años, en distintas etapas.
Tras su muerte, sus cenizas fueron esparcidas por el césped del Nuevo Estadio de la Victoria, cumpliendo así su deseo.

## Homenajes
- El ayuntamiento de Jaén le dedicó una calle de la ciudad en su memoria.[5]
- Fue elegido Jiennense del Año 1993, por su promoción de los valores deportivos en las jóvenes generaciones.[6]
- Realizó el saque de honor del primer partido oficial (Real Jaén - Polideportivo Ejido) en el Nuevo Estadio de La Victoria.[7]
- Anualmente, por lo general durante el mes de junio, se celebra en su memoria el Trofeo Antoñete, en el que participan equipos de la provincia de Jaén, de categoría prebenjamín, benjamín y alevín.[8][9]
- Uno de los campos de fútbol de la ciudad lleva su nombre.[10]
- La Federación Jiennense de Fútbol le otorgó la insignia de oro en diciembre de 2005.[4]
- Fue nombrado Presidente de Honor del Real Jaén,[3] en homenaje a toda una vida dedicada al club.

## Dichos
En la ciudad de Jaén y su entorno es popular el dicho "tienes más fe que Antoñete". Su origen se debe a que en su época de entrenador fue llamado en diversas ocasiones para sacar al Real Jaén de apuros. Pese a las notables adversidades a las que se enfrentaba el equipo, mantenía su carácter optimista y de profunda confianza hacia el equipo de sus amores, por lo que dicha expresión se fue acuñando en los ambientes futbolísticos cercanos.